# 1347 Patria
1347 Patria este un asteroid din centura principală, descoperit pe 6 noiembrie 1931, de Grigori Neuimin.